# EVisitor

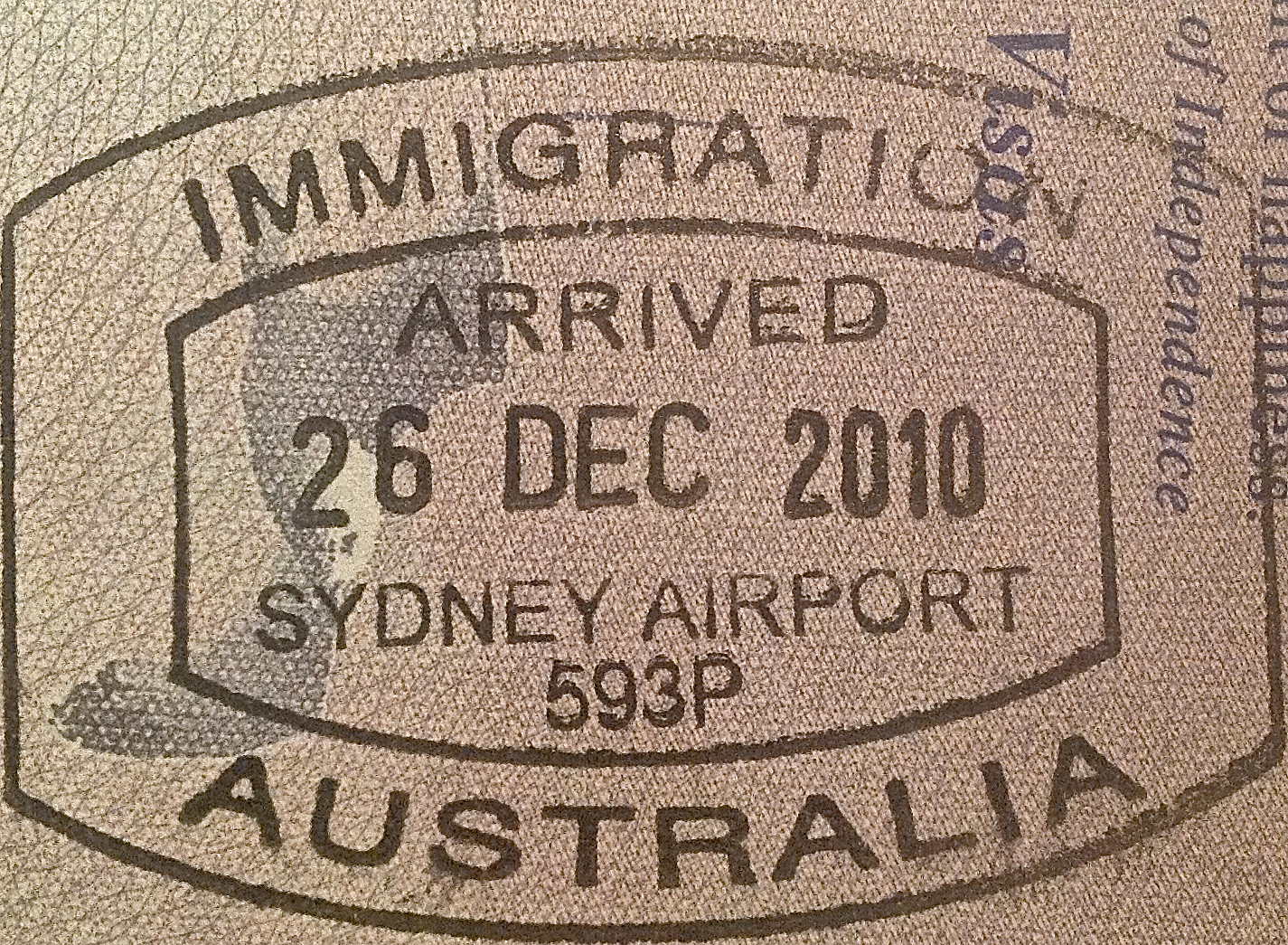
Avant le EVisitor : timbre d'entrée en Australie émis à Sydney.

EVisitor (Subclass 651) est un visa électronique permettant de visiter l'Australie, d'étudier pendant 3 mois, de chercher du travail, de participer à des négociations et d'aller à des conférences. Il est valable 3 mois, renouvelable de 3 mois en 3 mois jusqu'à une période maximale de 12 mois, le tout gratuitement et autorisant les entrées multiples.

## Description
Pour procéder à l'obtention de ce visa il est nécessaire d'être en dehors du territoire australien et de posséder un passeport éligible. La procédure dure entre 1 et 2 jours mais la plupart des cas (75 %) sont réglés en 1 jour (90 % en 2 jours). 
Il est nécessaire de créer un compte sur le site du Ministère de l'immigration Australien.
Les étapes sont expliquées en anglais simplifié sur le site.